# Scopula manes
Scopula manes là một loài bướm đêm trong họ Geometridae.